# Термін закінчується на світанку
«Термін закінчується на світанку» — радянський кримінальний художній фільм 1965 року, знятий режисерами Нінель Ненова-Цулая і Гено Цулая на кіностудії «Грузія-фільм».

## Сюжет
Тоні Гарсі, мешканець невеликого провінційного містечка Глен-Фолза, приїжджає у пошуках щастя у велике промислове місто. Капіталістична реальність швидко руйнує наївні ілюзії молодого провінціала. Зневірившись знайти роботу за фахом, піддавшись хвилинній слабкості, Тоні йде на злочин. Працюючи в будинку багатого ділка Грейвза, Тоні бере в сейфі велику суму грошей.

## У ролях
- Аріадна Шенгелая — Бріккі Кольман
- Мераб Тавадзе — Тоні
- Гуранда Габунія — Джоан Брістоль
- Тенгіз Даушвілі — Гріфіт
- Ладо Цхваріашвілі — Артур
- Герман Качин — епізод
- Олександр Хаскін — епізод
- Луїза Маклярська — епізод
- Реваз Хобуа — епізод
- І. Корнейчук — епізод
- Оксана Левінсон — епізод
- А. Маргаріані — епізод
- С. Мірзіаді — епізод
- А. Смирнов — епізод
- Валентина Токарська — епізод
- Гено Цулая — епізод

## Знімальна група
- Режисери — Нінель Ненова-Цулая, Гено Цулая
- Сценаристи — Нінель Ненова-Цулая, Гено Цулая, Корнелл Вулріч
- Оператор — Гіві Рачвелішвілі
- Композитор — Отар Горделі
- Художник — Олексій Макаров